# حيرام فرانكلين دافيسون
حيرام فرانكلين دافيسون هو طيار بطل كندي، ولد في 12 يناير 1894 في ريدو ليكس في كندا، وتوفي في 1974 في لندن في كندا.